# Эпидемия оспы на Гуаме (1856)
Эпидемия оспы в 1856 году на острове Гуам в западной части Тихого океана, находившемся тогда под контролем Испании, привела к гибели более половины населения, или около 4500 человек. Коллапс населения вынудил испанские власти перевести население Паго в Хагатну, положив конец поселению, существовавшему еще до колонизации. Это также побудило губернатора испанских Марианских островов поощрять иммиграцию на Гуам.

## Предыстория
| Дата | Всего | Коренных | Метисов |
| ---- | ----- | -------- | ------- |
| 1710 | 3,614 | 3,143    | 471     |
| 1793 | 3,584 | 1,766    | 961     |
| 1795 | 3,500 | 1,894    | 537     |
| 1800 | 4,060 | 2,108    | 542     |
| 1816 | 5,389 | 2,559    | 1,109   |
| 1828 | 6,448 | 2,792    | 970     |
| 1830 | 6,490 | 2,652    | 1,012   |

Эпидемия 1856 года была частью длительного сокращения населения Гуама под властью Испании. В то время как миссионер-иезуит Диего Луис де Сан-Виторес, который установил первое постоянное присутствие на Гуаме в 1668 году, оценил население чаморро в 100 000 человек, по оценкам его современников, оно составляло всего 24 000 коренных жителей. Ученые спорят о том, что популяция чаморро во времена Сан-Витореса уже сократилась из-за воздействия болезней, принесенных сотней кораблей, которые прошли через Марианские острова до его прибытия.
Эпидемии гриппа, оспы или коклюша зарегистрированы во время испано-чаморроских войн в конце XVII века. В целях контроля над населением испанские власти переселили население многих небольших деревень в шесть городов, что могло усугубить распространение инфекционных заболеваний. В то время как некоторые историки объясняют депопуляцию геноцидом чаморро, проводимом испанцами, исторические записи фиксируют относительно небольшое количество смертей в результате войн. Между тем 650 чаморро умерли во время эпидемии гриппа в 1700 году. Между 1698 и 1702 годами наблюдались в среднем 600 смертей в год по сравнению с 240 рождениями, что означает чистую потерю населения в 1800 человек за эти пять лет. В 1706 году был зафиксирован голод, по-видимому, из-за сильного социального потрясения. Надир населения был достигнут по данным испанской переписи 1795 года, которая зафиксировала общую численность населения Гуама в 3500 человек, из которых только 1894 человека были классифицированы как «коренные жители». Примерно с 1800 года до эпидемии оспы 1856 года население восстановилось. Население в 1856 году, до пандемии, составляло 8207 человек.
Существует очень мало свидетельств того, что испанские власти оказывали медицинскую помощь населению. В записях время от времени упоминаются лица, часто с сомнительными полномочиями, оказывающие лечение, но не упоминаются какие-либо организованные усилия по оказанию общей помощи или лечению отдельных лиц. Медицинские нужды большинства населения удовлетворялись суруханами, традиционными травниками. В начале XIX века испанский врач Бальмис привёз недавно разработанную вакцину против оспы в полдюжины испанских колоний. Он прибыл в Манилу в 1805 году, однако так и не добрался до испанских Марианских островов, и никто из коренного населения Гуама не был вакцинирован.

## История
В конце февраля 1856 года американская шхуна « E.L. Frost» бросила якорь в гавани Апра после завершения плавания с Филиппин. Пассажир, умерший от оспы в пути, был похоронен в море перед тем, как корабль встал на якорь. Испанское правительство потребовало трехдневного карантина, но двум пассажирам сразу же разрешили сойти на берег. После того, как у первого жителя острова появились симптомы, губернатор Фелипе Мария де ла Корте-и-Руано Кальдерон инициировал домашний карантин, изоляцию и строительство изоляторов. Однако в администрации не было медицинского работника или каких-либо медицинских консультантов.
Испанский священник Анисето дель Кармен написал отчёт о вспышке эпидемии:

Вначале зараженные были только от Хагатны. К концу августа эпидемия распространилась по всему острову с молниеносной скоростью. Зрелище, которое представил остров в сентябре, было ужасным, печальным, очень печальным и чрезвычайно душераздирающим. (Филиппинцы), которые проживали на Гуаме, не могли ничего другого делать весь день, кроме как везти трупы на своих телегах в больницу (Аделупа) и там хоронить их в широких траншеях, куда было положено столько трупов, сколько могло поместиться.
Первоначальные вакцины, прибывшие из Манилы, были испорчены. В конце концов появилась пригодная вакцина, которую использовали для прививки неинфицированных и остановки распространения болезни. Пандемия достигла пика в период с марта по сентябрь 1856 года и прекратилась к ноябрю. Из 8207 человек населения Гуама, существовавшего до начала пандемии, выжило 3644 человека. Пандемия оспы унесла жизни 4563 человек или более 55% населения.

## Последствия
Гонолулуская газета The Polynesian напечатала отчёт китобойного корабля «Чемпион», который бросил якорь на Гуаме 17 января 1857 года, и сообщила, что «тысячи жителей голодают. Четыре тысячи человек умерли от оспы за три месяца». Возможно, нехватка людей для ухода за посевами привела к нехватке продовольствия.
Число жителей деревни Паго упало с 356 до 108 человек, и испанские власти решили забросить деревню и переселили выживших. С 1952 году указатель на месте старой деревни гласил: «Заброшена в 1857 году после эпидемии оспы, выжившие переезжают в Сумай». Католическая миссия в Паго также была перенесена в Сумай.
Губернатор де ла Корте поощрял иммиграцию на Марианские острова для восстановления населения, даже серьёзно рассматривал возможность поощрения половых отношений между каролинцами и китайскими иммигрантами для создания расы, которая, по его мнению, не будет так уязвима для болезней. Уровень и разнообразие иммиграции на Гуам значительно увеличились за десятилетие после пандемии. Около 35 японских сельскохозяйственных рабочих прибыли в 1867 году. Возможно, 63 китайских рабочих прибыли в 1858 году и ещё около 39 в течение 1860-х годов. Около 600 каролинцев были доставлены на Гуам по трудовым контрактам примерно в 1861 году. В период с 1865 по 1869 год за ними последовала ещё 1000 каролинцев, посланных на Марианские острова для развития производства копры. К 1868 году 430 каролинцев числились жителями Тамунинга. По программе, спонсируемой государством, прибыло почти столько же филиппинцев, сколько и каролинцев. Антрополог Джейн Х. Андервуд, которая использует термин «нео-чаморро», обсуждает пандемию 1856 года как знаменательную дату для своего утверждения о том, что «рост группы метисов скорее был связан со смешанными браками между филиппинцами и коренными жителями, чем с массовым вливанием европейских и азиатских генов».
Хосе Бернардо Паломо-и-Торрес, которому было 20 лет, когда он потерял обоих родителей из-за пандемии 1856 года, заявил, что этот опыт убедил его стать первым священником чаморро. Спустя годы при строительстве как в Хагатне, так и в Асане были обнаружены траншеи глубиной три фута, в каждой из которых без церемоний было свалено друг на друга 50 или более тел. Более пятидесяти лет спустя, в 1917 году, американский военный офицер отметил: «Сцены, происходившие во время этой ужасной чумы, с трепетом вспоминаются старейшими жителями, которые описывают их с большой живостью».